# Fyr og Flamme
Fyr og Flamme é uma dupla musical dinamarquesa formada em 2017. Seus integrantes, Jesper Groth e Laurits Emanuel, definem seu estilo como pop dinamarquês nostálgico, pois utilizam sons que lembram à música dos anos '80, a destacar o sintetizador entre seus principais instrumentos.
A dupla ganhou fama na Dinamarca em agosto de 2020 com a música «Menneskeforbruger», que foi seguida pelo segundo single «Kamæleon» em dezembro do mesmo ano. Mais tarde, Fyr og Flamme entraram na competição Dansk Melodi Grand Prix, a pré-seleção dinamarquesa para representar o país no Festival Eurovisão da Canção 2021, em Roterdão, Países Baixos, com a música «Øve os på hinanden», que acabou vencendo mas não chego à final da competição europeia.

## Integrantes
- Jesper Groth.
- Laurits Emanuel.

## Discografia

### Singles
| Título               | Ano  | Álbum |
| -------------------- | ---- | ----- |
| "Menneskeforbruger"  | 2020 | —     |
| "Kamæleon"           | 2020 | —     |
| "Øve os på hinanden" | 2021 | —     |